# 約伯·查諾克
約伯·查諾克（？—1693年），英國人，查諾克於1655年或1656年即前往印度並隨即任職於東印度公司。他首站駐守北印度卡辛巴剎爾（Kasimbazar）並以殖民侵略手段大舉經營該區域。1680年代，他成為該公司於北印度胡格利（Hooghly）的主政者。1690年，查諾克於加爾各答成立東印度公司交易據點，以便利英國殖民印度之便，一般說來，他被認為是加爾各答的開市者；不過此說最近遭學者否定。

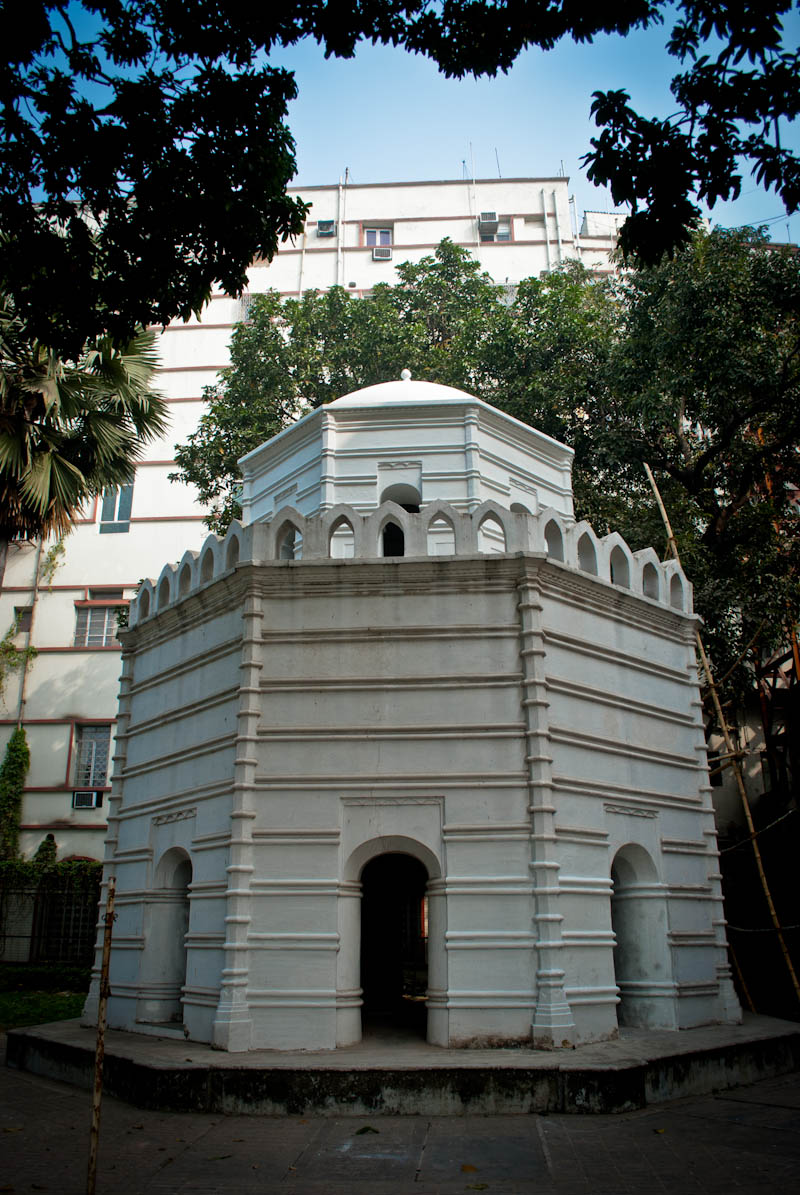
招聘Charnok墓和加爾各答，印度